# من مال تو هستم (ترانه جیسون مراز)
«من مال تو هستم» (به انگلیسی: I'm Yours) تک‌آهنگی از هنرمند اهل ایالات متحده آمریکا جیسون مراز است.
این تک‌آهنگ در چارت‌های فرانسه، نروژ، سوئد، نیوزلند، در رتبه اول و در چارت‌های ایتالیا، والونیا، استرالیا، اسپانیا، دانمارک، سوئیس، اتریش، جزو ده ترانه اول قرار گرفت.